# سادات قیری
سادات قیری  خاندانی از سادات شهر شوشتر و اولین کاشفان نفت و قیر در ایران هستند. این خاندان در زمان قاجار چشمه‌های طبیعی نفت را در محلی به نام دره خرسان در شرق شوشتر (قیلارستان یا مسجدسلیمان امروزی) کشف کرده و روشی برای استحصال قیر ابداع نمودند.

## پیشینه خاندان قیری
این خانواده از خانواده‌های شناخته‌شده شوشتر در استان خوزستان هستند و نسب خود را به امام هفتم شیعیان می‌رسانند. شغل سنتی این خانواده تا پیش از کشف چشمه‌های نفت و قیر، تجارت بین شهرهای مختلف بود. ضمن اینکه از دوره صفویه مالکیت زمینهای قیلارستان (قیرلارستان یا مسجدسلیمان امروزی) و تولیت امامزاده هفت شهیدان در اختیار این خاندان بود. پس از کشف این چشمه‌ها در دوره قاجار شغل آنها به استحصال قیر از دره خرسان و حمل آن به شوشتر برای تجارت و فروش به سایر شهرها و کشورها تغییر یافت. این خاندان به همین دلیل به خاندان قیری مشهور شد. کشف چشمه‌های طبیعی نفت و استحصال قیر مقدمه‌ای بود بر عقد قرارداد قیری-دارسی در سال ۱۹۰۷ میلادی و حفر چاه نفت شماره یک توسط کمپانی ویلیام ناکس دارسی. در مذاکرات خاندان قیری با مجلس شورا در موضوع قراردادهای نفتی، احتشام‌السلطنه نمایندگی این خانواده را بر عهده داشت. ضمن اینکه اجاره‌دهندگان زمین چاه نفت به ویلیام ناکس دارسی، سید لطف اله ولد مرحوم سید کریم قیری و آقا سید آقایی ولد مرحوم سید محمد قیری ذکر شده‌اند.

## مالکیت زمینهای چشمه‌های قیر
سید نعمت الله جزایری مؤلف تذکرۀ شوشتر مالکیت سادات را بر اراضی چشمه‌های نفت و قیر، که آن را  قیرلارستان می‌نامد، از دوره صفویه تأیید و تأکید کرده است که:
«هفتصد سال این اراضی نسل بعداز نسل در تصرف سادات بوده است. چشمۀ قیرلارستان که در آن محل واقع است از قدیم از متعلقات آن سرکار است و در رقم امضای شاه طهماسب ماضی مورخ به سال نهصد و پنجاه و دو که به اسم سیدمحمد تَلغری صدور یافته و در آنجا
میرسداهل تصحیح نسب ایشان نموده است، چشمۀ قیرلارستان منجمله موقوفات معدود شده و اینکه الحال مستمر شده که تیولداران همه ساله وجهی از آنجا بازیافت مینمایند از جمله بِدَع حادثه است و در پروانچۀ قدیم به اسم سیدعزالدین و سیدشهاب الدین احمد که الی الآن باقی است مورخ به سال هفتصد و بیست و شش عصارخانه و بساتین و قری
و مزارع بسیار تفضیل یافته که الحال اکثر آنها معدوم و به هیچ وجه حقیقت آنها معلوم نیست» 
 پس از اختلافات سادات قیری با شرکت نفت جنوب، روحانیون نجف ازجمله شریعت اصفهانی، شیخ عبدالله مازندرانی، سیدکاظم یزدی، ملامحمدکاظم خراسانی، صدر اصفهانی و تمام علمای خوزستان از متقدمین و متأخرین، به اسناد مالکیت سادات قیری بر اراضی مذکور حکم قطعی داده اند و به صراحت متذکر شده اند: «بر اولیای امور واجب و لازم است ید غاصبین را از سادات کوتاه فرمایند» (کمام، 9180 ،ص4) کارگزاران خوزستان ازجمله فخرالملک و حشمت السلطنه نیز در اسناد و مدارک متعدد بر مالکیت سادات تصدیق کرده اند (کمام، 9180 ،صص 4-5) بر پایۀ اسناد و مدارک فوق مالکیت اراضی و حق انحصاری استخراج قیرهای موجود در اراضی قیلارستان (قیرلارستان) شوشتر تا قبل از انعقاد قرارداد دارسی در اختیار سادات قیری قرار داشته است.

## پیشینه کشف چشمه‌های قیر
سادات قیری که خاندانی اهل تجارت بودند، در مسیر تجارت خود بین شوشتر و اصفهان، هنگام عبور از دره خرسان (قیلارستان یا قیرلارستان که همان مسجدسلیمان امروزی است)، به چشمه‌هایی برخوردند که مایع سیاه‌رنگی از آن تراوش می‌کرده است. بعدها درمی‌یابند این ماده همان قیری است که در شاهنامه از آن سخن گفته شده و در زمان‌های دور از آن برای قیراندود کردن آثار تاریخی شوشتر همچون بندقیر و بند قیصر و نیز به‌عنوان جنگ‌افزار استفاده شده است.

## روش ابداعی برای استحصال قیر
خاندان سادات قیری برای استفاده از این مایع سیاه رنگی که کشف کرده بودند، ابزاری ساختند و با استفاده از دیگی به ارتفاع ۴ متر و قطر ۲ متر، نفت را چند روز متوالی گرم نموده و غلیظ سازی می‌کردند تا حدی که مواد اضافه آن تبخیر شود و قیر مذاب باقی بماند. سپس با تخلیه این مواد در آب سرد، قیر لایه لایه شده و در آخر برای فروش به شهرها و کشورهای دیگر به شوشتر حمل می‌کردند.

## فروش قیر و ورود اروپایی‌ها به منطقه
در حدود سال‌های ۸۶-۱۲۸۵ خورشیدی اولین بار ژاک دو مورگان (باستان شناس فرانسوی) از وجود قیر در اطراف شوشتر در درّه خرسان مطلع شد. قیرهای استحصال شده انگلیسی‌های جویای نفت از جمله کمپانی دارسی را نیز به منطقه کشاند. پس از آن انگلیسی‌ها با حمایت دولت وقت ایران موفق شدند سادات قیری را راضی به بستن قرارداد با کمپانی دارسی کنند.
خانواده سادات قیری علی‌رغم میل باطنی با این قرارداد موافقت نمودند و ابتدا مقرر شد در درّه خرسان، در قیرلارستان شوشتر (محلی که بعداً شهر مسجدسلیمان شکل گرفت) چاه نفت حفر شود و کمپانی دارسی سالانه 1000 من نفت و 900 قران احمدشاهی (نقره) به سادات قیری بپردازند. اما خانواده قیری که از این معامله خشنود نبودند اعتراض کرده و اعلام نمودند آن منطقه سرزمین اجدادی آنهاست. سپس با مداخله دولت مقرر شد که سادات قیری زمین‌هایشان را به انگلیسی‌ها اجاره بدهند. این تصمیم در نهایت موجب بسته شدن قرارداد قیری-دارسی شد.

## اختلافات با شرکت نفت جنوب
قرارداد دارسی و کمپانی نفت جنوب با بختیاری ها منجر به نادیده گرفتن حق مالکیت سادات قیری شوشتر بر اراضی قیلارستان (قیرلارستان یا مسجدسلیمان امروزی) گردید. این اراضی در ابتدا به کمپانی نفت جنوب اجاره داده شده بود، اما اهمیت اقتصادی آن سبب گردید تا کمپانی نفت جنوب مدعی مالکیت بر آنها شود و حق تملک سادات قیری را نادیده بگیرد. سادات قیری با انتخاب عبدالحسین دهدشتی به عنوان وکیل خویش موفق شدند مالکیت خود را بر آن زمین ها اثبات و منافع اقتصادی- سیاسی کمپانی نفت جنوب را متزلزل کنند. به پیشنهاد و پیگیری وکیل سادات قیری «مدیریت اداری و حسابرسی نفت» در خوزستان تشکیل و  سودجویی های درباریان و افراد متنفذ، از منابع نفت، متوقف و محدود گردید.